# Karla (fiume)
La Karla (in russo Карла́?, in Lingua ciuvascia: Хырла e Lingua tatara: Карлы) è un fiume della Russia europea, affluente di sinistra del Svijaga. Scorre nei rajon Batyrevskij e Šemuršinskij della Ciuvascia e nel Buinskij rajon del Tatarstan.
Le sorgenti del fiume sono nel Batyrevskij rajon e sfocia nel Svijaga a 115 km dalla foce, nei pressi di Buinsk. Ha una lunghezza di 89 km e il suo bacino è di 1 000 km².
Sulle sponde del fiume nel 1552 si svolse una battaglia tra russi e tartari.